# Rijksbeschermd gezicht Leeuwarden
Gezicht Leeuwarden is een van rijkswege beschermd stadsgezicht in de binnenstad van Leeuwarden in de Nederlandse provincie Friesland. De procedure voor aanwijzing werd gestart op 4 oktober 1979. Het gebied werd op 21 oktober 1982 definitief aangewezen. Het beschermd gezicht beslaat een oppervlakte van 92,9 hectare.
Panden die binnen een beschermd gezicht vallen krijgen niet automatisch de status van beschermd monument. Wel zal de gemeente het bestemmingsplan aanpassen om nieuwe ontwikkelingen in het gebied te reguleren. De gezichtsbescherming richt zich op de stedenbouwkundige en cultuurhistorische waardering van een gebied en wil het toekomstig functioneren daarvan veiligstellen.